# Barberey-aux-Moines

Barberey-aux-Moines est une ancienne commune de l'Aube actuellement incluse dans Saint-Lyé.

## Histoire
Pendant l'ancien régime, Barberey était de l'intendance et de la généralité de Châlons, de l'élection du bailliage de Troyes et dépendait de du bailliage seigneuriale de Payns et de la mairie royale de Preize.
L'abbaye de Montier y avait des droits et une grange en 1202 qui brûlait en 1730. L'évêque de Troyes succédait aux moines en 1773 avec la réunion de l'abbaye à l'évêché. Il y avait aussi une seigneurie laïque dont le dernier seigneur, ses biens sont recensés dans l'Etat des émigrés de l'Aube signalait Camuzat de Riancey pour une maison sept arpents de terre et un arpent de blé.
Il formait une commune de 1789 à l'An III date à laquelle elle fut réunie avec Saint-Lyé.